# Simona Monyová
Simona Monyová, vlastním jménem Simona Ingrová, rozená Simona Urbánková, (17. března 1967 Brno – 3. srpna 2011 Brno) byla česká spisovatelka, zaměřující se především na romány pro ženy, pro které sbírala inspiraci ve vlastním životě. Mezi její nejznámější tituly patří Tchyně a uzený…(2003), Deník citového vyděrače (2004), Sebemilenec (2006), Matka v krizi (2008) nebo Blonďatá stíhačka (2010). Některými novináři byla označována jako „Viewegh v sukních“. Několik jejích románů bylo zfilmováno.
V srpnu 2011 ji její manžel zavraždil v jejich domě v Brně-Obřanech. Ingr jí při hádce zasadil šest ran nožem. Po sérii soudních stání Nejvyšší soud v březnu 2013 Ingrovi za vraždu manželky definitivně potvrdil patnáctiletý trest vězení.

## Životopis
Narodila se v Brně jako prvorozená dcera manželů Jitky a Gustava Urbánkových, o pět let později se narodil bratr Gustav. Před nástupem do školy bydlela i s rodiči u prarodičů z matčiny strany. K dědečkovi, profesionálnímu hudebníkovi, měla velice blízký vztah a právě jím vytvořenou přezdívku „Mony, Monynka“ použila později pro svůj profesionální pseudonym „Monyová“.
Už od dětství bylo patrné její nadání, nejen literární, ale i výtvarné se zaměřením na ruční práce. Z toho důvodu si v posledním ročníku základní školy podala přihlášku na textilní průmyslovou školu v Brně. Talentové zkoušky sice složila úspěšně, ale kvůli velkému počtu uchazečů nebyla přijata. Zvolila tedy v pořadí druhou variantu – textilní průmyslovou školu v Jihlavě, čtyřletý obor pletařství. Po maturitě nastoupila do svého prvního zaměstnání – vychovatelka na učilišti, později se zde stala i kulturní referentkou. V oblasti vzdělávání dále absolvovala pedagogické studium se zaměřením na psychologii na Univerzitě Jana Evangelisty Purkyně (dnes Masarykova univerzita) a kurz na obchodní akademii – manažer marketingu. Své obchodní ambice realizovala zpočátku sama – navrhovala, pletla a rozdávala vyrobené svetry, které se časem pokusila i prodávat. Za tímto účelem vznikla prosperující firma s charakteristickým názvem S-pleteniny a v závěru 30 zaměstnanci. Nějakou dobu se živila i jako realitní makléřka.

### Literární tvorba
Simona Monyová se věnovala psaní již od základní školy, kde se účastnila různých literárních soutěží. Zprvu psala básně a texty k písním. V roce 1997 vydala, přes potíže s nakladateli, svůj první román Osud mě má rád, který však nepřinesl očekávanou odezvu. Monyovou to neodradilo a psala další knihy. Také pracovala jako externí redaktorka několika časopisů. Cílevědomě pokračovala v honbě za svým snem, až se jí podařilo prorazit a stát se úspěšnou spisovatelkou s 30 tituly na kontě. Psala převážně romány pro ženy, v nichž otevírala především témata partnerských vztahů. Často čerpala z vlastních životních zkušeností. Střídala oddechová a humorná témata s těmi vážnějšími jako je domácí násilí nebo manipulace.
V roce 2002 společně se svým manželem Borisem Ingrem založila vlastní vydavatelství Boris Ingr – MONY, pojmenované podle přezdívky, kterou jí v dětství dal dědeček. Měla tak plnou kontrolu nad tím, jak a kdy její knihy vycházejí.

### Osobní život a smrt
V roce 1988 se provdala za svého prvního manžela Pavla Strejčka. Měli spolu syny – Michala (* 1988) a Dominika (* 1993). Jejím druhým manželem byl kameraman České televize Boris Ingr, za kterého se provdala v roce 2002. V roce 2004 se jim narodil syn Šimon.
Dle zdrojů ze spisovatelčina blízké okolí, čelila Monyová v manželství s Ingrem dlouhodobě psychickému i fyzickému týrání. Po roce 2009 se Monyová s manželem rozešla a ten se odstěhoval z rodinného domu, kam se však vracel. Monyová se svým známým svěřila, že má strach o život, protože ji prý manžel týrá a vyhrožuje smrtí. Krátce na to ji dne 3. srpna 2011, během hádky, Boris Ingr zavraždil v jejich domě šesti bodnými ranami do břicha a hrudníku. Za vraždu byl odsouzen na 15 let do vězení. Po smrti Monyové převzal péči o všechny tři syny její bratr Gustav Urbánek.

## Dílo
- Osud mě má rád (1997)
- Milostná strategie (1997)
- Zítra vyjde slunce (1998)
- Jednou za život (2000)
- Manželky na odpis (2002)
- Poslední extáze (2002)
- Tchyně a uzený… (2003) – zfilmováno 2010, režie Lenka Wimmerová[10]
- Roznese tě na kopytech (2003) – zfilmováno 2013
- Utrhnout se ze řetězu (2003)
- Hra svalů (2004)
- Deník citového vyděrače (2004)
- Ženu ani květinou… (2004)
- Krotitelka snů (2005)
- Otcomilky (2005)
- Jednou nohou v blázinci (2005)
- Opiju tě rohlíkem (2006)
- Střípky z ložnic (2006)
- Pletky s osudem (2006)
- Sebemilenec (2006) – zfilmováno 2013
- Konkurz na milence (2007)
- Kudlanka bezbožná (2007)
- Já o koze, on o voze… (2007)
- Matka v krizi (2008)
- Matka v koncích (2008)
- Hříšný kanec (2009)
- CD Otrokyně lásky (2009)
- Blonďatá stíhačka (2010)
- Dvacet deka lásky (2010)
- Citová divočina (2011)
- Srdceboly (2011)

## V kultuře
Měsíc po tragické smrti Simony Monyové vyšly dvě životopisné knihy Simona Monyová – Život a smrt a Tragický osud spisovatelky Simony Monyové. Rodina spisovatelky vydání těchto knih vnímala jako pokus přiživit se na neštěstí veřejně známé osobnosti.
O životě spisovatelky a její kariéře vzniká (2025) seriál s názvem Monyová. Režie se ujala Zuzana Kirchnerová. Simonu Monyovou ztvární Tereza Ramba, jejího prvního manžela Kryštof Hádek. Spisovatelčiny kamarádky představují Anna Fialová a Simona Kollárová. Půjde o šestidílnou sérii jejíž děj se odehává mezi lety 1997, kdy ji vyšla první kniha, až po rok tragického úmrtí – 2011. Natáčet se začalo v první třetině roku 2025.